# Nhơn Phú (xã)
Nhơn Phú là một xã thuộc tỉnh Vĩnh Long, Việt Nam.

## Địa lý
Xã Nhơn Phú nằm ở trung tâm huyện Mang Thít, có vị trí địa lý:
- Phía đông giáp xã Cái Nhum.
- Phía tây giáp phường Thanh Đức.
- Phía nam giáp xã Bình Phước.
- Phía bắc giáp xã Phú Phụng, ranh giới là sông Cổ Chiên.

Xã Nhơn Phú có diện tích 38,09 km², dân số năm 2025 là 34.898 người, mật độ dân số đạt 916 người/km².

## Hành chính
Xã Nhơn Phú được chia thành 8 ấp: Phú Hòa, Phú Quới, Phú Thạnh A, Phú Thạnh B, Phú Thạnh C, Phú Thọ, Phú Thuậ̣n A, Phú Thuận B.

## Lịch sử
Ngày 6 tháng 12 năm 2019, Hội đồng Nhân dân tỉnh Vĩnh Long ban hành Nghị quyết 228/NQ-HĐND về việc sáp nhập toàn bộ ấp Chợ vào ấp Phú Thạnh A.
Ngày 16 tháng 6 năm 2025, Ủy ban Thường vụ Quốc hội ban hành Nghị quyết số 1687/NQ-UBTVQH15 về việc sắp xếp các đơn vị hành chính cấp xã của tỉnh Vĩnh Long năm 2025. Theo đó, sắp xếp toàn bộ diện tích tự nhiên, quy mô dân số của các xã Mỹ Phước, Nhơn Phú và Mỹ An thành xã mới có tên gọi là xã Nhơn Phú.
Sau khi sáp nhập, xã Nhơn Phú có 38,09 km² diện tích tự nhiên và dân số 34.898 người.